# Jan Brzechwa
Jan Brzechwa (rigtigt navn Jan Wiktor Lesman) (5. august 1898 – 2. juli 1966) var en polsk digter og forfatter, som mest skrev for børn. Han var også en kendt oversætter af russisk litteratur; han oversatte bl.a. Aleksandr Pusjkin, Sergej Yesienin og Vladimir Majakovskij. 
"Brzechwa" (dansk: "styrefjær på pileskaft") er et pseudonym, som han påtog sig for at lyde mere polsk og for at undgå at blive forvekslet med sin fætter, Bolesław Leśmian, også en berømt digter.
Jan Brzechwa blev født i Żmerynka, Podolien i en polsk-jødisk familie. Snart flyttede han til Warszawa, hvor har blev uddannet i jura på Warszawas Universitet. Han debuterede i 1920 i forskellige tegneserieblade. I 1926 udgav han sin første bog med digte, Oblicza zmyślone ("Opdigtede ansigter"). Hans første samling af børnedigte, Tańcowała igła z nitką ("Nålen dansede med tråden") udkom i 1937. Mange af hans bøger er blevet filmatiserede.
Brzechwa arbejdede også som jurist og advokat i ZAIKS ("Polske Association af Forfattere og Komponister", der svarer til danske KODA). Fra 1924 var han en af det bedste polske specialister i ophavsretten.
Brzechwa døde i Warszawa in 1966.
Iblandt hans digte er Chrząszcz ("Bille"), hvis første linje W Szczebrzeszynie chrząszcz brzmi w trzcinie er berømt som en af det sværste polske tungebrækkere (fonetisk: [v ʃʧεbʒεʃiɲε xʒɔ̃ʃʧ bʒmi v tʃtɕiɲε]).
Se også: 
- detaljeret bibliografi af Brzechwa på den polske Wikipedia
- Chrząszcz - lydoptagelse og oversættelse på den engelske Wikipedia